# Спанья (станція метро)
41°54′23″ пн. ш. 12°28′58″ сх. д. / 41.90639° пн. ш. 12.48278° сх. д.
Спанья (італ. Spagna) — станція лінії А Римського метрополітену. Відкрита 16 лютого 1980 році у першій черзі лінії А (від Ананьїна до Оттавіано).
Розташована у районі Марсового поля та найменована через розташовані поруч Іспанські сходи.  
Станція має вхід біля Триніта-дей-Монті на вершині Іспанських сходів. Інший вхід знаходиться на короткій зворотній вулиці від площі П'яцца ді-Спанья.
Станція обладнана ескалаторами, відеокамерами і ліфтом для інвалідів. Поруч зі станцією розташована автомобільна парковка.
Є станцією з двома окремими тунелями, в кожному з яких знаходиться окрема платформа.

## Пам'ятки
Поблизу станції розташовані:
- П'яцца ді-Спанья/Іспанські сходи
- Віа-дель-Бабуїно[en]
- Віа-дей-Кондотті[en]
- Іспанське посольство при Святому Престолі
- Готель De La Ville Intercontinental
- Триніта-дей-Монті
- Обеліск Саллустіано
- Колона Непорочного зачаття[en]
- Палаццо-ді-Пропаганда-Фіде[en]
- Музео-ді-Кеатс-е-Селлеї
- Вілла Медічі
- Вілла Боргезе
- Пінціо
- П'яцца-Колона
- Палаццо-Монтечиторіо
- Палаццо-Кіджі
- Колона Марка Аврелія
- Галерея Альберто Сорді[en]
- Церква Санта-Марія-ін-Віа[en]
- Палаццо-Боргезе
- Вівтар миру
- Мавзолей Августа

## Пересадки
- Автобуси: 119.